# Zuzana Drízhalová
Zuzana Drízhalová (* 27. Januar 1975 in Prag; † 16. September 2011 ebenda) war eine tschechische Schauspielerin.

## Leben
Zuzana Drízhalová wuchs in Prag auf, wo sie zeitlebens wohnte.
Nach ihrem Schulabschluss absolvierte sie von 1992 bis 1995 an einer Schauspielschule in Prag ihre Schauspielausbildung. Drízhalová wirkte ab 1996 als Schauspielerin vor der Kamera in mehreren Filmen und Fernsehserien mit. Einem breiten Publikum bekannt wurde sie vor allem durch ihre Rolle als „Eliska Kralova“ in der Serie Das Krankenhaus am Rande der Stadt – 20 Jahre später. Diese Rolle spielte sie auch fünf Jahre später in der erneuten Fortsetzung der Serie. Sie war auch an verschiedenen Theatern als Bühnendarstellerin tätig und trat in mehreren Theaterstücken, Musicals und Varieté-Shows auf.
Zuzana Drízhalová war ab 2000 verheiratet und Mutter eines Kindes (* 2002). Sie starb im September 2011 im Alter von 36 Jahren an den Folgen einer Lymphdrüsenkrebs-Erkrankung.

## Filmografie (Auswahl)
- 1999: Návsteva staré dámy (Fernsehfilm)
- 2001: Vlci ve meste (Fernsehfilm)
- 2003: Das Krankenhaus am Rande der Stadt – 20 Jahre später (Fernsehserie)
- 2004: Rodinná pouta (Fernsehserie)
- 2008: Das Krankenhaus am Rande der Stadt – Neue Schicksale (Fernsehserie)
- 2011: Setkání s hvezdou: Vilma Cibulková (Fernsehfilm)